# Adelina Zagidullina
Adelina Rustemowna Zagidullina (ros. Аделина Рустемовна Загидуллина, ur. 13 stycznia 1993 w Ufie) – rosyjska florecistka, złota medalistka olimpijska i trzykrotna medalistka mistrzostw świata.
Na igrzyskach olimpijskich w Tokio Rosjanki w składzie: Łarisa Korobiejnikowa, Inna Dierigłazowa, Adelina Zagidullina i Marta Martjanowa zwyciężyły w rywalizacji drużynowej. W zawodach indywidualnych zajęła tam dziesiątą pozycję.
Na mistrzostwach świata w Rio de Janeiro w 2016 roku wspólnie z koleżankami z reprezentacji zdobyła złoty medal w drużynie. Wynik ten Rosjanki powtórzyły na mistrzostwach świata w Budapeszcie (2019), a podczas mistrzostw świata w Lipsku (2017) zdobyły brązowy medal. 
Zdobywała także medale mistrzostw Europy, w tym złote drużynowo na mistrzostwach Europy w Toruniu (2016) i mistrzostwach Europy w Düsseldorfie (2019).
Ponadto wywalczyła brąz indywidualnie i złoto drużynowo na igrzyskach europejskich w Baku (2015).